# Трящина (губа)
Трящина — губа на Мурманском берегу Баренцева моря. Вдаётся в северную часть Кольского полуострова. Открыта к северу, вдается в материк на 3 км. Ширина у входа 1 км. Максимальная глубина свыше 20 м.
Расположена в 125 км к востоку от Кольского залива. В вершину губы впадает река Трящина. В залив впадает также небольшой ручей. Входной западный мыс губы — Трящин.
Берега губы в основном состоят из крупных (до 110 м) каменных обрывистых гор. Средняя величина прилива в губе Трящине — 4 м.
В губе в начале XX века находились рыболовные становища. В то время здесь ловили треску и пикшу. Трески вылавливали 147 т, а пикши до 32 т; воюксы при этом получалось до 21 т.
Населённых пунктов на берегу губы нет. Административно бухта входит в Ловозерский район Мурманской области России.